# Vanamõisa (Muhu)
Vanamõisa – wieś w Estonii, w prowincji Sarema, w gminie Muhu.